# Rykka
Christina Maria Rieder, född 13 mars 1986 i Vancouver, mer känd som Rykka, är en kanadensisk sångerska av schweizisk härkomst.

## Eurovision
Den 13 februari 2016 deltog Rykka i Die Entscheidungsshow, Schweiz nationella uttagningsfinal till Eurovision Song Contest. Hon blev vinnare av totalt sex tävlande med låten "The Last of Our Kind".
Vinsten innebar att Rykka representerade Schweiz i Eurovision Song Contest 2016 i Stockholm, Sverige med sin låt. Hon framförde bidraget i den andra semifinalen i Globen den 12 maj 2016 men kom inte med i finalen två dagar efter.

## Diskografi

### Album
- 2012 - Kodiak

### Singlar
- 2012 - "Map Inside"
- 2012 - "The Brink"
- 2013 - "Blackie"
- 2014 - "Electric"
- 2015 - "Movies"
- 2016 - "The Last of Our Kind"